# 瓦萨号
瓦萨号（瑞典语：Regalskeppet Vasa 或 Vasaskeppet）是瑞典国王「北方雄獅」古斯塔夫二世·阿道夫大帝于1626年到1628年间下令建造的一艘军舰。1628年8月10日，瓦萨号从其建造地扬帆起航，但在航行了不到1海里（博物馆记载1500米）後便進水沉没。人们曾试图取回这艘沉船上颇具价值的加农炮，最終未果。这艘船被世人遗忘幾百年，在20世紀中葉，重新受到重視，從港中幾乎完整地被打撈起，在斯德哥爾摩的瓦薩沉船博物館中展出。

## 历史

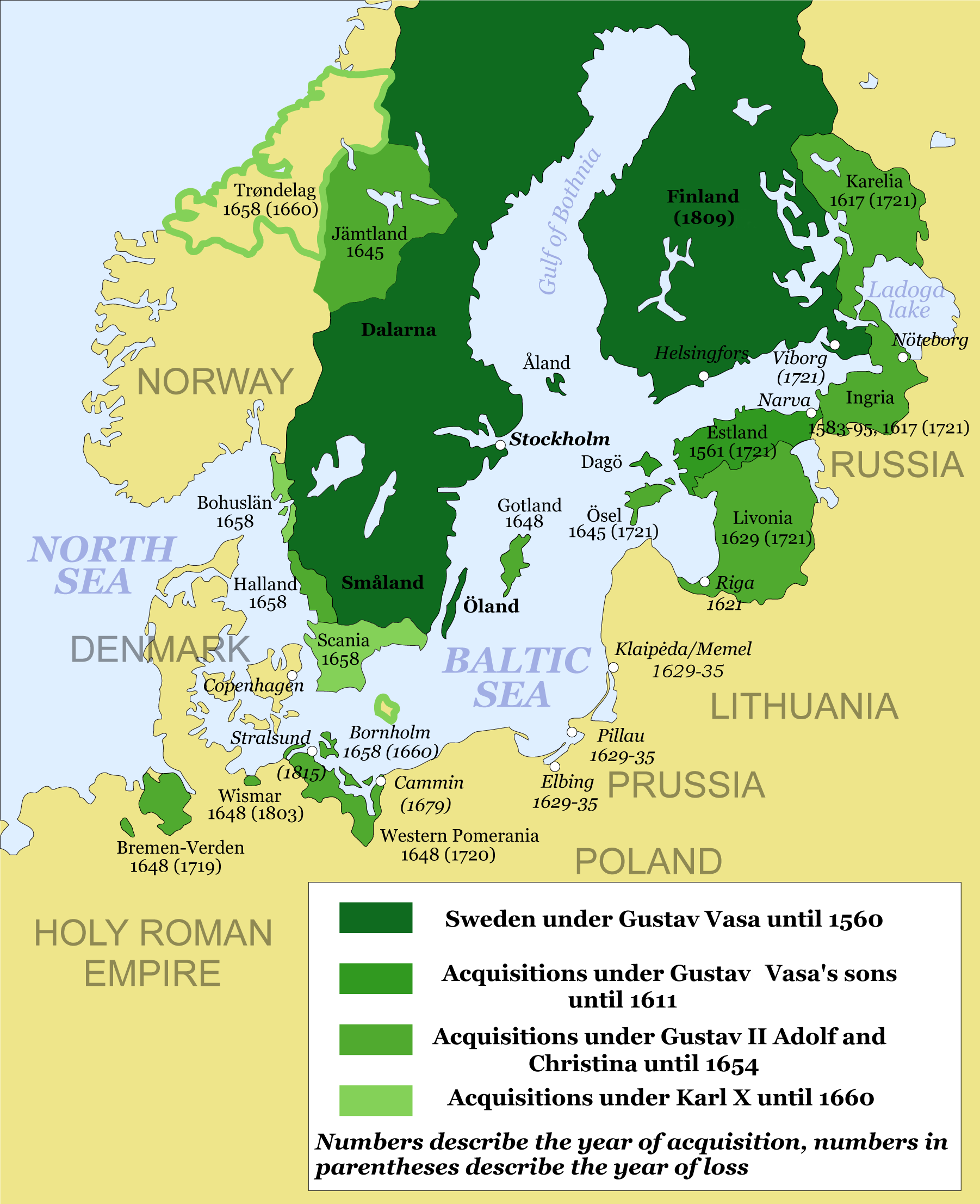
瑞典1560-1815年的领土变更。在瓦萨号建造并沉没的年代，瑞典还没有占领今天的瑞典南部地区，但是占据了一部分今天属于芬兰和爱沙尼亚的地区，还有英格里亞和卡累利阿.

在17世纪以前，瑞典只是一个位于北欧边缘的贫穷小国。但在1611年到1718年间，瑞典出现了一系列富有能力的君主，确立了强有力的中央集权体制，建立了高效的军事机器，从而成为了波罗的海最为强大的国家，而其在欧洲政治中的影响力也与日俱增。这段时期被后世史学家称为“stormaktstiden”，意为“伟大时代”或“强权时代”。瑞典的史学家们常把当时的瑞典视作倾全国之力发动战争的绝佳案例，认为这个北方小国在短短幾十年间便将自身转变成了一个军事财政国家。

## 建造

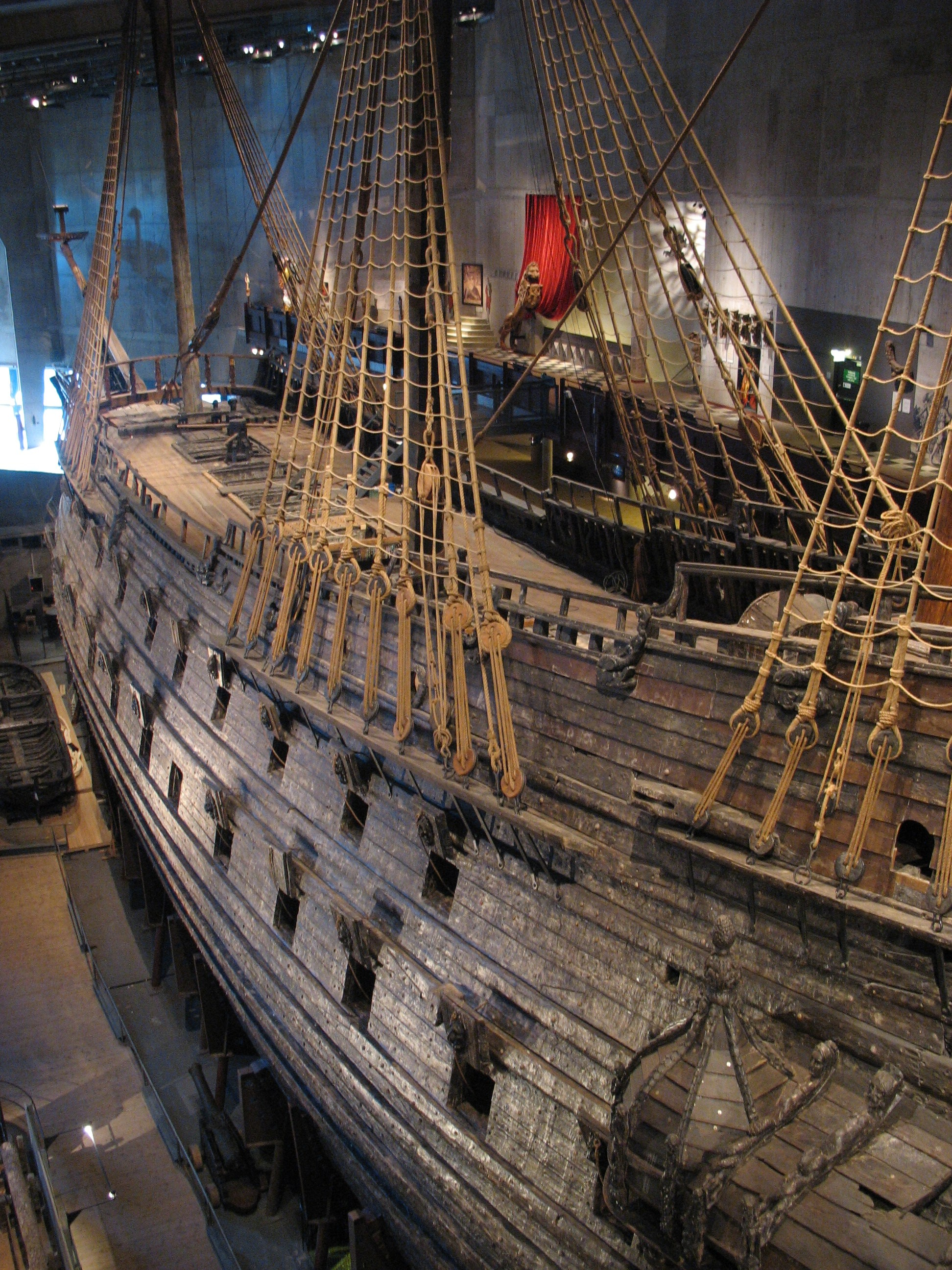
瓦萨号的右舷

在瓦薩號建造的不久前，斯德哥爾摩造船廠是由Antonius Monier與德裔造船監工Henrik Hybertsson所領導。1625年1月16日，Henrik與他的兄弟Arendt Hybertsson (de Groote)接手了整個造船廠並在不久後接下了四艘船的訂單。分別為兩艘龍骨長約41（135英尺）與兩艘約33（108英尺）長。
幾年後造船廠遭逢了財政問題，延誤了船隻建造。但時正逢瑞典海軍在一場暴風雨中折損了十艘船艦。瑞典王憂心地寫了封信給海軍上將Klas Fleming，要求向Henrik詢問是否能於短時間內建造兩艘較小的戰艦；信中瑞典王要求船隻要有37（121英尺）長的龍骨。這給Henrik Hybertsson一個新難題，因為原本訂單中的船艦龍骨大小早已裁切完畢。1626年2月22日，瑞典王希望新船之尺寸遵循要求。Hybertsson並未親眼見到瓦薩號完工，他在西元1625年底病倒，經過一年的治療但仍死於1627年的春天。而監督船艦建造的工作由Hybertsson的德裔助理Henrik 'Hein' Jacobsson繼續完成。
瓦薩號的船殼在約在1627年春有才有一定的完整度，這時瓦薩號才能開始完整建造上層甲板、船尾樓、海軍錘與索具。當時瑞典尚未有成熟建造大型船帆的技術，必需仰賴從法國、德國進口與一些廉價品。帆布大多是用亞麻或麻製成。索具完全由从拉托维亚里加进口的大麻纤维编成，这些物品和船只本身都成为了珍贵的历史学研究对象，並带有明确的弘扬瑞典国威、宣扬国王意志的政治意图，因此瓦萨号的内装极尽繁华奢美。在当时堪称是世界上最大最强的战舰之一；古斯塔夫二世於1628年1月莅临船厂，这也是他唯一一次登上瓦萨号。

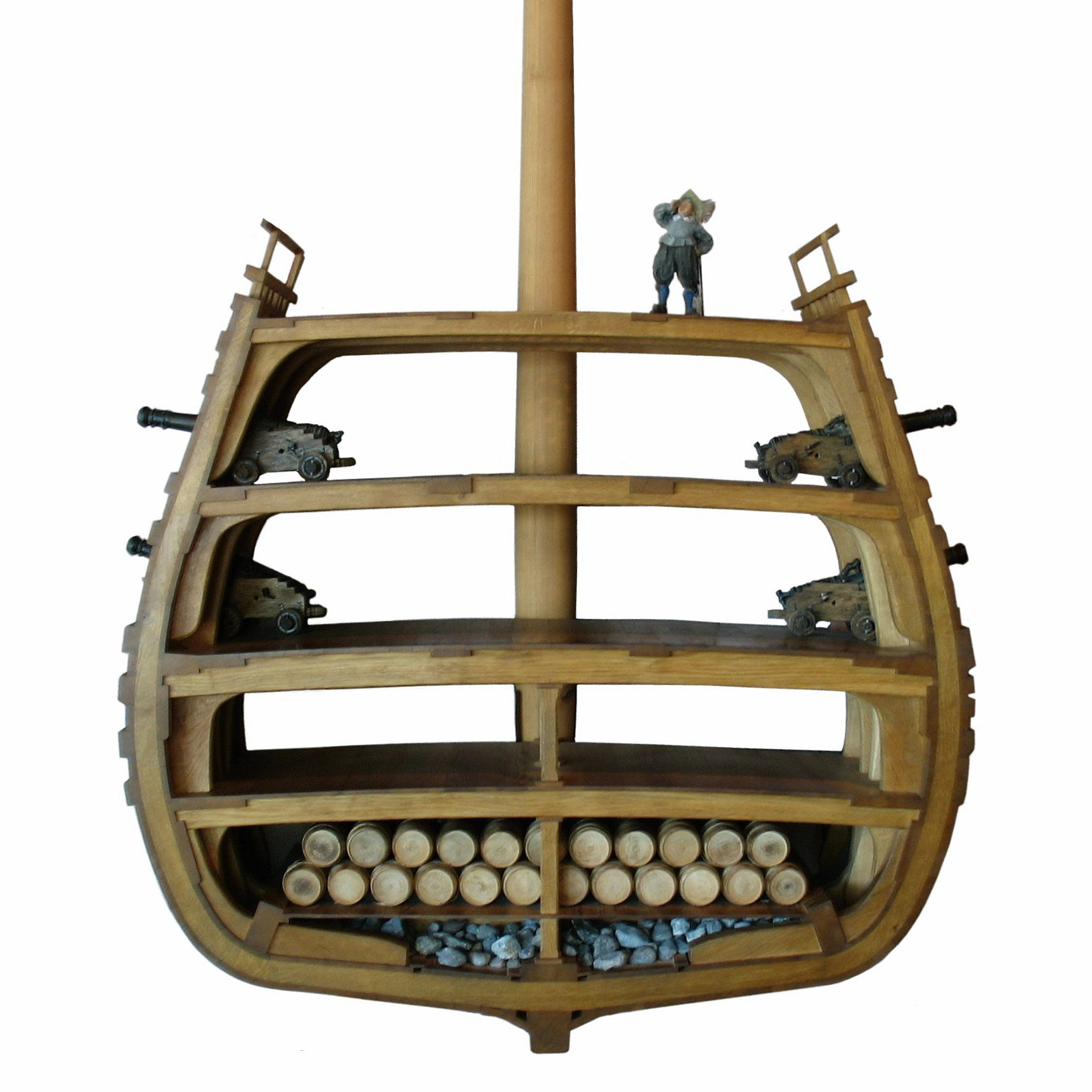
瓦萨号横截面的模型，画出了the shallow keel and two gun decks.

## 处女航與沉沒

斯德哥尔摩市中心以及瓦萨号从Skeppsgården船厂航行至旧皇宫附近的泊位的途徑。瓦薩號於1628年於Skeppsgården船厂武裝和裝配，並在圖中所指出的地點沉沒。

1628年8月10日，Söfring Hansson艦長下令展開瓦薩號的處女航，駛往Älvsnabben的海軍駐地。是日風平浪靜，只有一點點西南風，船沿著海濱被拖到港口的南側，在那裡設置了三張帆，然後船向東駛去。
由于追求極致的續航力、容量、火力及防護力，整船被建成不合乎物理常規地高大笨重，再加上在建造时没有填入足够的压舱物，瓦萨号即便在港口停靠时也不能依靠自身保持平衡。尽管有着严重的结构缺陷，瓦萨号依然被允许起航：不出所料的是，在出海航行不到几分钟后，瓦萨号便被一阵微风吹倒，继而全船倾覆。令瓦萨号匆忙起航的因素来自以下几个方面：身处国王的古斯塔夫二世急于让瓦萨号加入波罗的海舰队备战；而国王的下属们则缺少政治勇气，没有向国王禀报船只的结构缺陷，亦未请求将首航时间推延。事后，瑞典枢密院曾组织了一次针对事故的调查，以追查负责人的责任，但最后却无疾而终。

## 再發現與展示
1950年代，業餘海軍考古學家安德斯·弗蘭岑（Anders_Franzén）在斯德哥尔摩港一条繁忙航线的一侧再次找到了瓦萨号沉船的位置，这引起了眾人及瑞典海軍的注意。1961年4月24日，瓦萨号庞大的船躯被几近完整地打捞上岸，并被临时存放在Wasavarvet（“瓦萨船坞”）博物馆中。1987年，瓦萨号被移往斯德哥尔摩的瓦萨沉船博物馆展出。这艘船是瑞典最受游客欢迎的展品之一；自1961年以來已經有超過3500萬遊客參觀。
在1961年的打捞行动中，海洋考古学家们在瓦萨号的船壳周围找到了大量的人造物品，并发现了至少15具人类遗体。在这些发现物中，有着衣物、兵器、大炮、工具、硬币、餐具、食物、饮料以及十分之六部分的船帆，1990年，展示瓦萨號的瓦萨沉船博物馆正式開放參觀，該博物館是斯堪地那維亞半島歷年來遊客最多的博物館之一。

## 類似船隻
- 信濃號航空母艦：由於防護過低，艦體在航行時難以防禦敵艦，居住區沒有任何生活用品非常煞風景，氣密工程測試也都還在進行中，有種說法是由於工程都被簡化，兵裝與艦內裝備都盡量省略，艦內的水密試驗都只做了最低程度（另一種說法是直接省略了），最終被美國海軍的巴勞鱵級射水魚號潛艇使用Mk 14型魚雷擊沉。
- 友鶴號魚雷艇：由於重心過高，艦體在航行時若遭遇風浪無法回復到原角度而翻覆。
- 中途島號航空母艦：由於負載超重，艦體在遭遇大浪時難以浮起使前部甲板經常入水過量，穩定性亦因此降低。

## 外部連結
- Official website of the Vasa Museum （页面存档备份，存于）
- Vasa's revival （页面存档备份，存于） Report on the Vasa from the University of Miami.
- SVT Play Video clips of the recovery of Vasa (in Swedish).
- The Vasa of 1628 （页面存档备份，存于） High resolution photos of the Vasa and the 1:10 scale model in the Vasa museum
- Why The Vasa Sank: 10 Lessons Learned （页面存档备份，存于）
- Virtual tour 360 degrees panoramas of the Vasa Museum （页面存档备份，存于）